# Lobogeniates sericopygus
Lobogeniates sericopygus är en skalbaggsart som beskrevs av Ohaus 1928. Lobogeniates sericopygus ingår i släktet Lobogeniates och familjen Rutelidae. Inga underarter finns listade i Catalogue of Life.